# Sparassocynus
Sparassocynus es un género de marsupiales extintos que vivieron desde el Mioceno tardío hasta el Plioceno en lo que ahora es Sudamérica.